# Hyposoter didymator
Hyposoter didymator ist eine Schlupfwespe aus der Unterfamilie der Campopleginae. Die Art wurde von dem schwedischen Naturforscher Carl Peter Thunberg im Jahr 1824 als Ichneumon didymator erstbeschrieben.

## Merkmale
Die Schlupfwespen erreichen eine Körperlänge von etwa 6 mm. Sie besitzen einen überwiegend schwarz gefärbten Körper. Die Palpen sind weißlich-gelb. Das zweite und dritte Hinterleibssegment sind überwiegend rot gefärbt. Das Weibchen besitzt einen kurzen Ovipositor (Legestachel). Die Coxae sowie die hinteren Trochanteren sind schwarz. Die vorderen und mittleren Trochanteren sind gelb. Die Femora sowie die vorderen und mittleren Tibien und Tarsen sind rot. Die hinteren Tibien sind mittig gelb mit einem verdunkelten basalen und apikalen Ende. Die hinteren Metatarsen sind an der Basis gelb, ansonsten schwarz. Die restlichen hinteren Tarsen sind fast vollständig schwarz. Die Vorderflügel weisen ein dunkles Pterostigma sowie ein Areolet (innere kleine geschlossene Zelle) auf.

## Verbreitung
Hyposoter didymator ist in der Paläarktis weit verbreitet. In Europa kommt die Art fast überall vor. Im Süden reicht das Vorkommen bis nach Tunesien in Nordafrika, im Osten über den Kaukasus, den Nahen Osten (Israel) und den Mittleren Osten (Iran) und Zentralasien bis in den Fernen Osten (Korea).

## Lebensweise
Die Schlupfwespen beobachtet man gewöhnlich von Juni bis Oktober. Hyposoter didymator ist ein koinobionter, solitärer Endoparasitoid jüngerer Raupenstadien, insbesondere von Eulenfaltern (Noctuidae). Die Art besitzt ein breites Wirtsspektrum. In Europa werden hauptsächlich die Kupfer-Goldeule (Chrysodeixis chalcites) und die Gemüseeule (Lacanobia oleracea) parasitiert. Weitere bekannte Wirtsarten sind die Baumwoll-Kapseleule (Helicoverpa armigera), Mythimna loreyi, Spodoptera littoralis, Simyra dentinosa, die Gamma-Eule (Autographa gamma), die Kohleule (Mamestra brassicae) und Papilio alexanor. Als Generalisten finden die Schlupfwespen bei Fehlens der bevorzugten Wirte ausreichend andere Wirte, so dass dies zu keinem saisonalen Einbruch der Schlupfwespenpopulation führt. Es werden nur jüngere Raupenstadien parasitiert. Offenbar gibt es zusätzlich eine Präferenz für Raupen, die sich an Raps entwickeln. Die Weibchen stechen ein Ei in die Wirtslarve. Die geschlüpfte Parasitenlarve entwickelt sich in der Raupe und tötet diese erst zu einem späteren Zeitpunkt. Sie verlässt diese schließlich und spinnt ein etwa 7 mm langes länglich-ovales Kokon, in welchem sie sich anschließend verpuppt. Die Überwinterung der Art findet entweder im Kokon oder innerhalb einer überwinternden Raupe statt. Bei der Eiablage in die Wirtslarve injizieren die Weibchen in diese das Polydnavirus Hyposoter didymator Ichnovirus (HdIV). Das Virus unterstützt die Entwicklung der Schlupfwespenlarve, indem es Einfluss auf die weitere Entwicklung der Wirtsraupe nimmt. Die Schlupfwespenlarven werden gelegentlich Opfer von Hyperparasiten aus der Schlupfwespen-Gattung Mesochorus.

## Nützling
Hyposoter didymator wird im Mittelmeerraum in Gewächshäusern zur biologischen Schädlingsbekämpfung eingesetzt.

## Taxonomie
In der Literatur findet man auch folgendes Synonym:
- Hyposoter ruficinctus (Gravenhorst, 1829)

Es gibt zwei Unterarten:
- Hyposoter didymator didymator (Thunberg, 1822)
- Hyposoter didymator obscurus Aubert, 1960

Die nahe verwandte Art Hyposoter frigidus liefert offenbar ähnliche Ergebnisse beim DNA-Barcoding, so dass weitere Mittel zur sicheren Artbestimmung genutzt werden müssen.

## Galerie

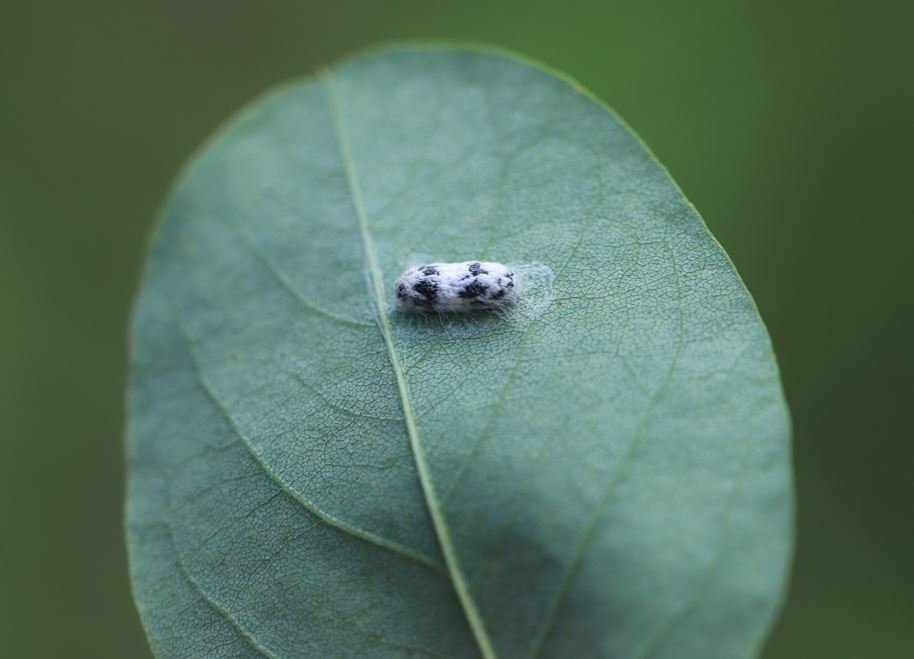
Kokon auf der Blattunterseite einer Robinie, Anfang August
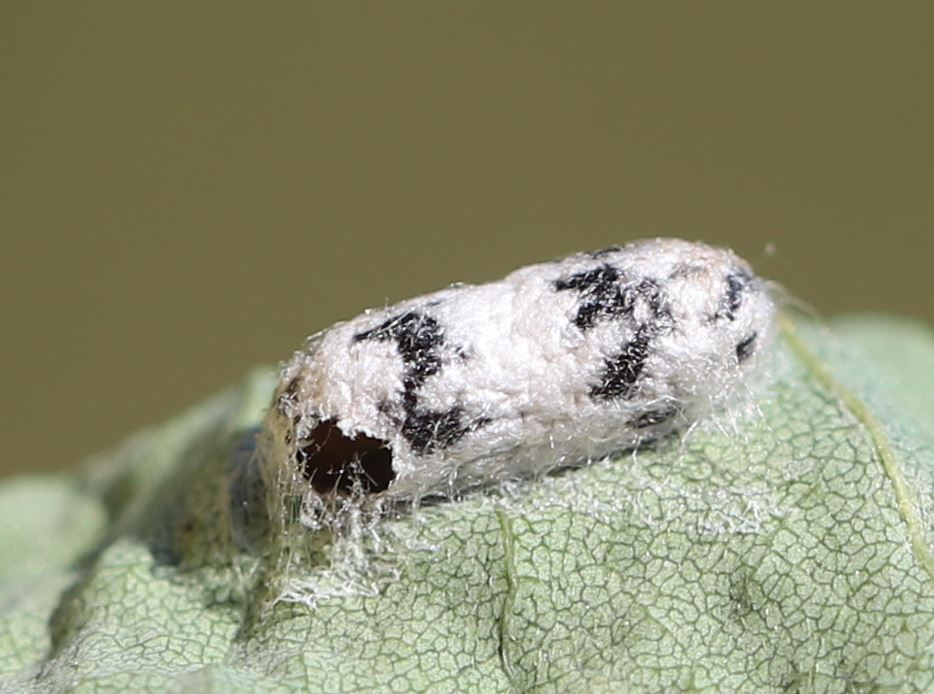
Verlassener Kokon
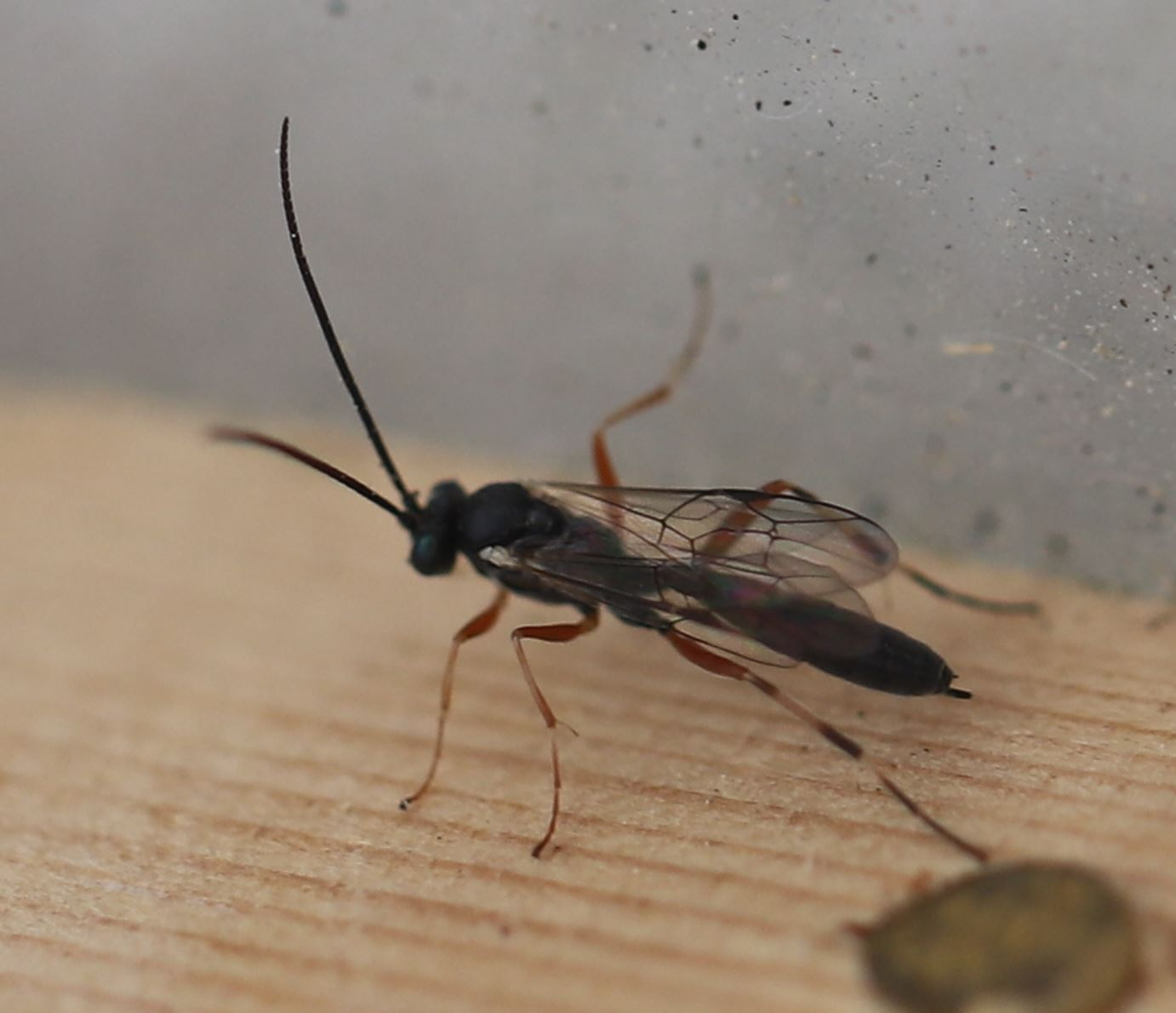
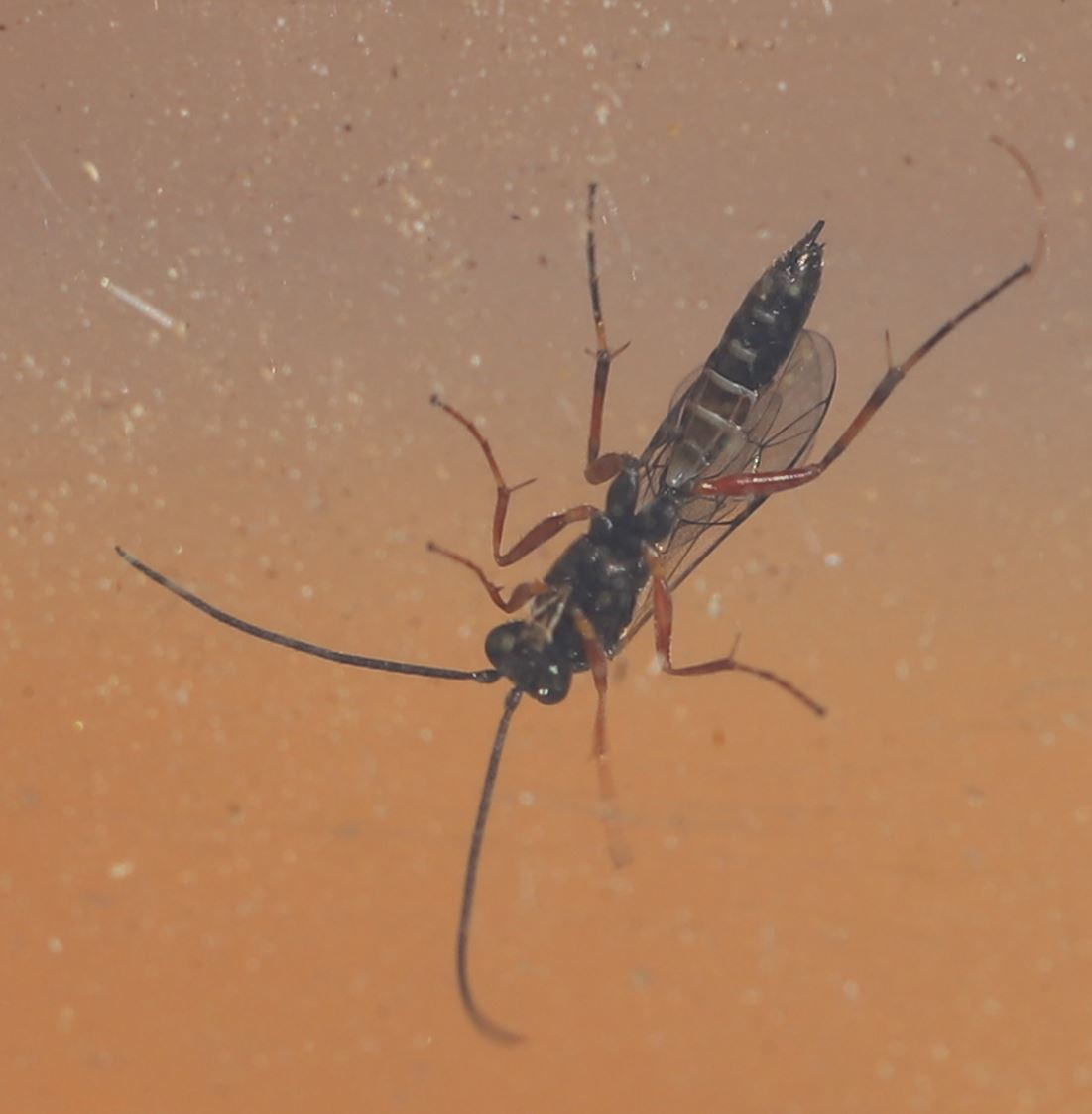
Dorsalansicht
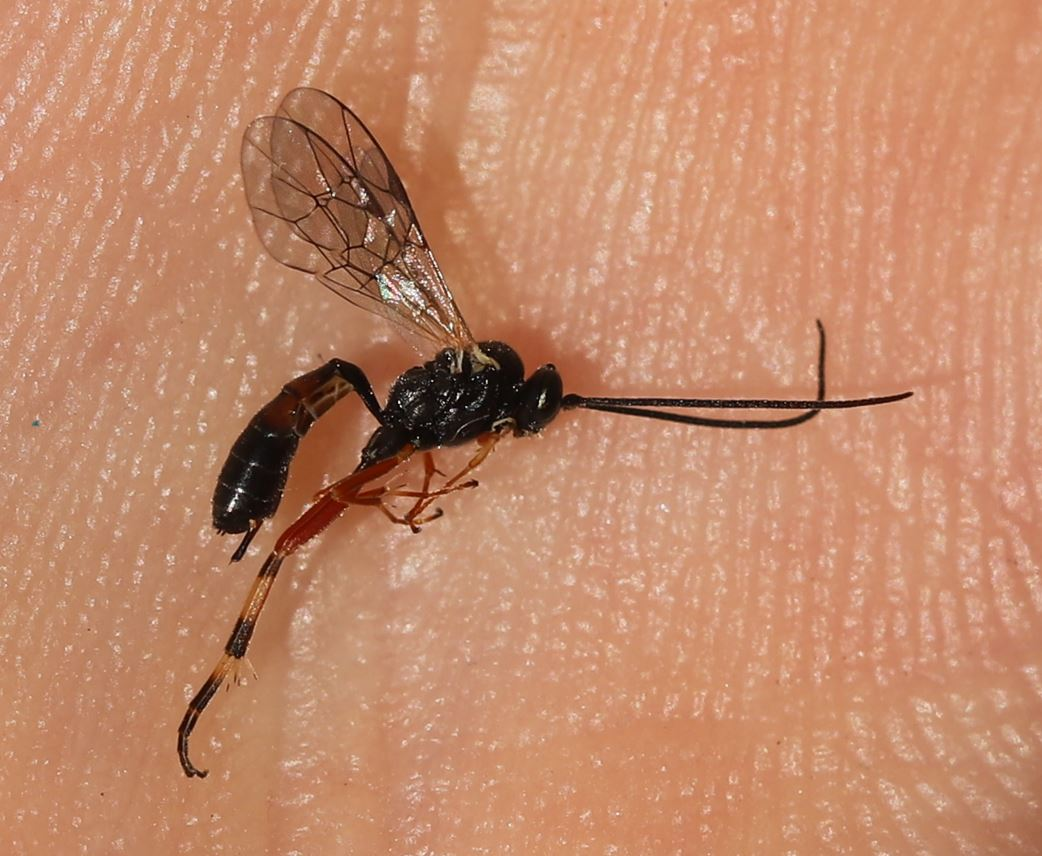
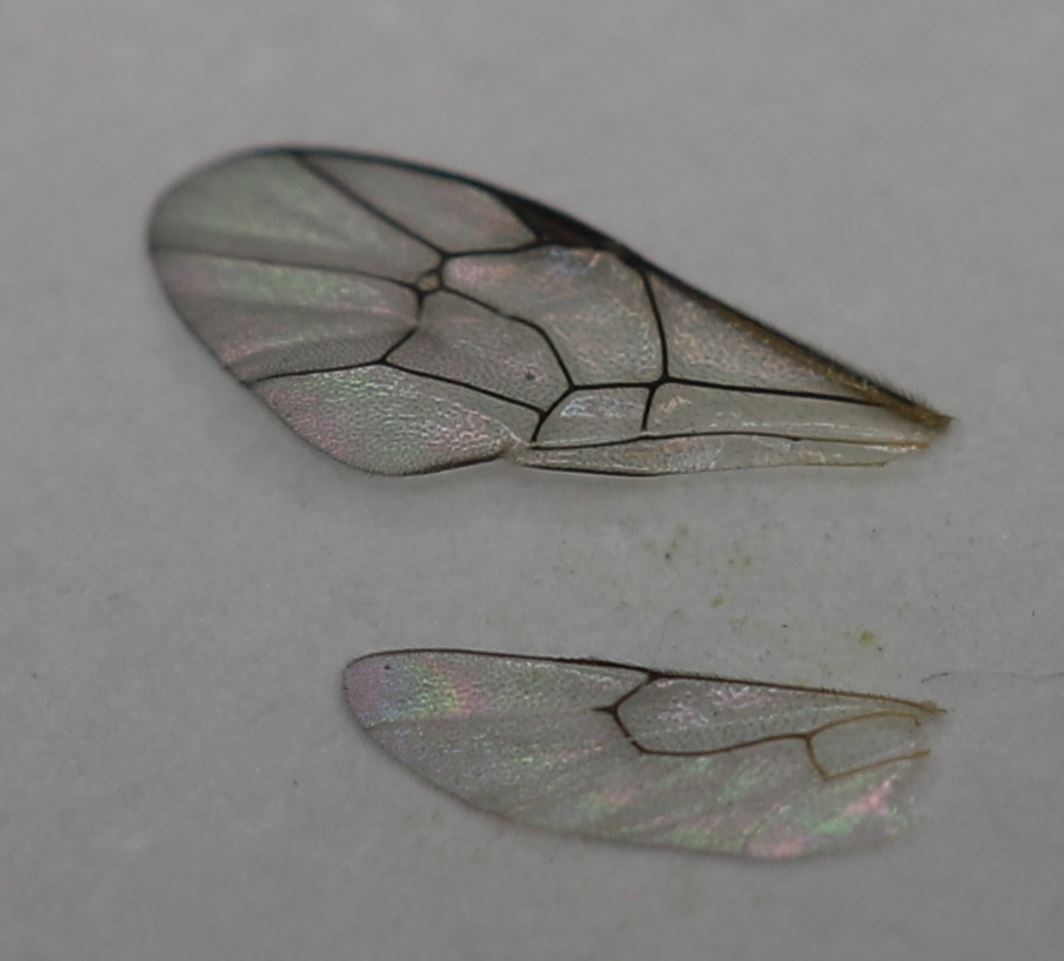
Flügel